# Mathias Tauber
Mathias Tauber (Birkerød, 24 agosto 1984) è un calciatore danese, difensore del Lyngby.